# 1536 Pielinen
1536 Pielinen (1939 SE) là một tiểu hành tinh vành đai chính được phát hiện ngày 18 tháng 9 năm 1939 bởi Y. Vaisala ở Turku.